# Espagnol du Sahara occidental

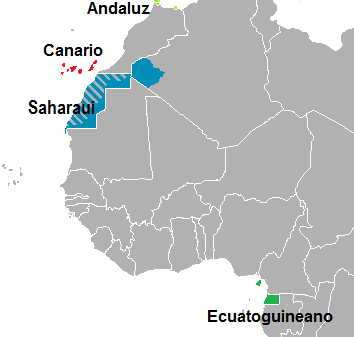
Langue espagnole d'usage en Afrique.

L'espagnol est parlé au Sahara occidental et par les Sahraouis de la République arabe sahraouie démocratique (RASD) en exil en Algérie comme deuxième langue, avec une reconnaissance officielle, mais pas comme langue maternelle.

## Caractéristiques
L'espagnol parlé en tant que seconde langue par les Sahraouis est influencé par des dialectes arabes, en particulier l'hassani. Elle est également parlée dans la province de Tindouf en Algérie, dans les camps de réfugiés sahraouis, le Sahara occidental étant une ancienne province maritime espagnole jusqu'à son retrait en 1976. L'espagnol est également étudié comme langue co-officielle dans les écoles de la République arabe sahraouie démocratique (RASD) et le gouvernement sahraoui l'utilise dans l'administration (en particulier dans le domaine de la santé et dans la publication de toutes les communications dans les deux langues), ce qui constitue un cas de bilinguisme social puisqu'il est également parlé quotidiennement par une grande partie de la population et qu'il est appris à l'oral.
L'espagnol est également utilisé dans les médias locaux, et le domaine de la santé, puisque les documents de consultation médicale utilisés proviennent de Cuba et d'autres pays.
En raison de leur isolement, diverses institutions en Algérie, à Cuba et en Espagne ont été enclines à soutenir des programmes de formation d'enseignants, des échanges universitaires, et des infrastructures éducatives,. À cet égard, Salem Bachir, diplomate de la RASD en Argentine, a déclaré : « La langue de Cervantès a réussi à rester parmi nous grâce à l'aide colossale, en premier lieu, de Cuba. Mais aussi du Venezuela, du Mexique, du Panama et des communautés de solidarité en Espagne même. »

## Médias
La Radio Nacional de la Republica Árabe Saharaui Democrática émet en arabe et en espagnol depuis 1975. Il en est de même pour la chaîne de télévision TV RASD, qui diffuse des informations en espagnol.

## Lexique
La variante sahraouie de l'espagnol comporte des emprunts à l'espagnol isleño ainsi que du vocabulaire qui n'a pas été utilisé en Espagne depuis des décennies. En ce qui concerne le lexique arabe hassanien, une préférence pour les hispanismes est documentée dans le contexte de la technologie et des outils, tout comme d'autres pays ont opté pour des solutions issues de la langue colonisatrice, comme l'anglais ou le français.